# Guntersblumer Kellerweg

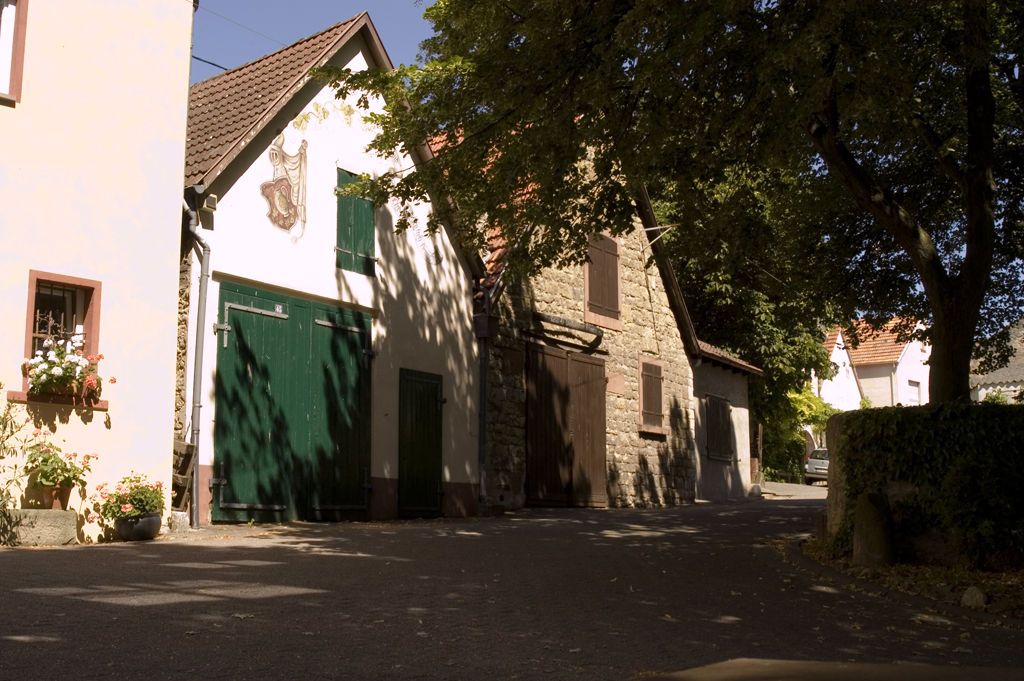
Kelterhäuser im Kellerweg

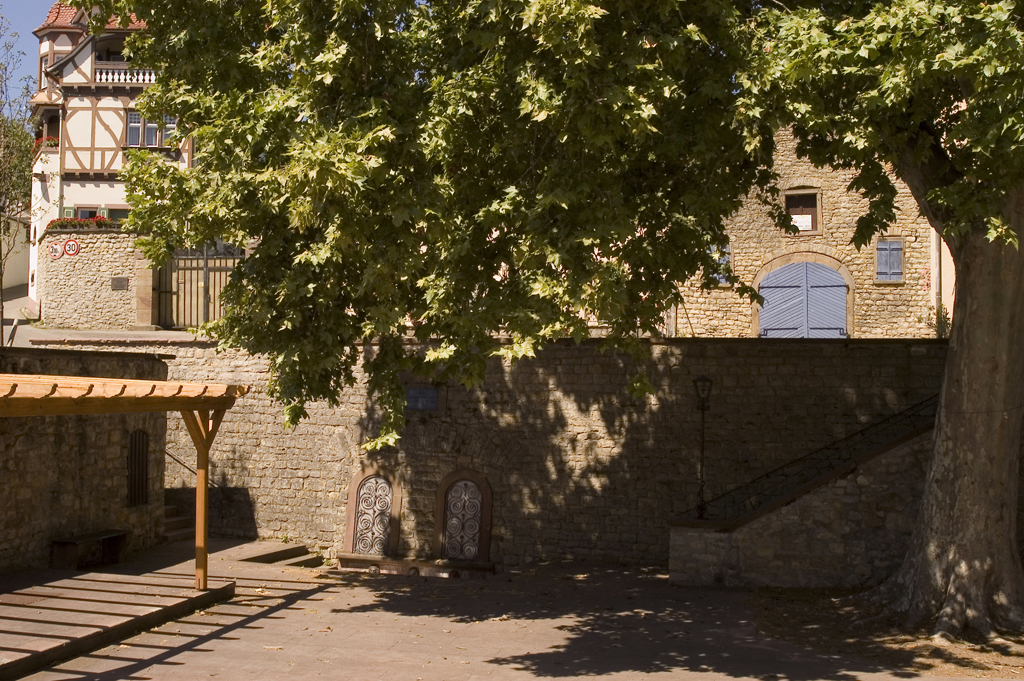
Julianenbrunnen

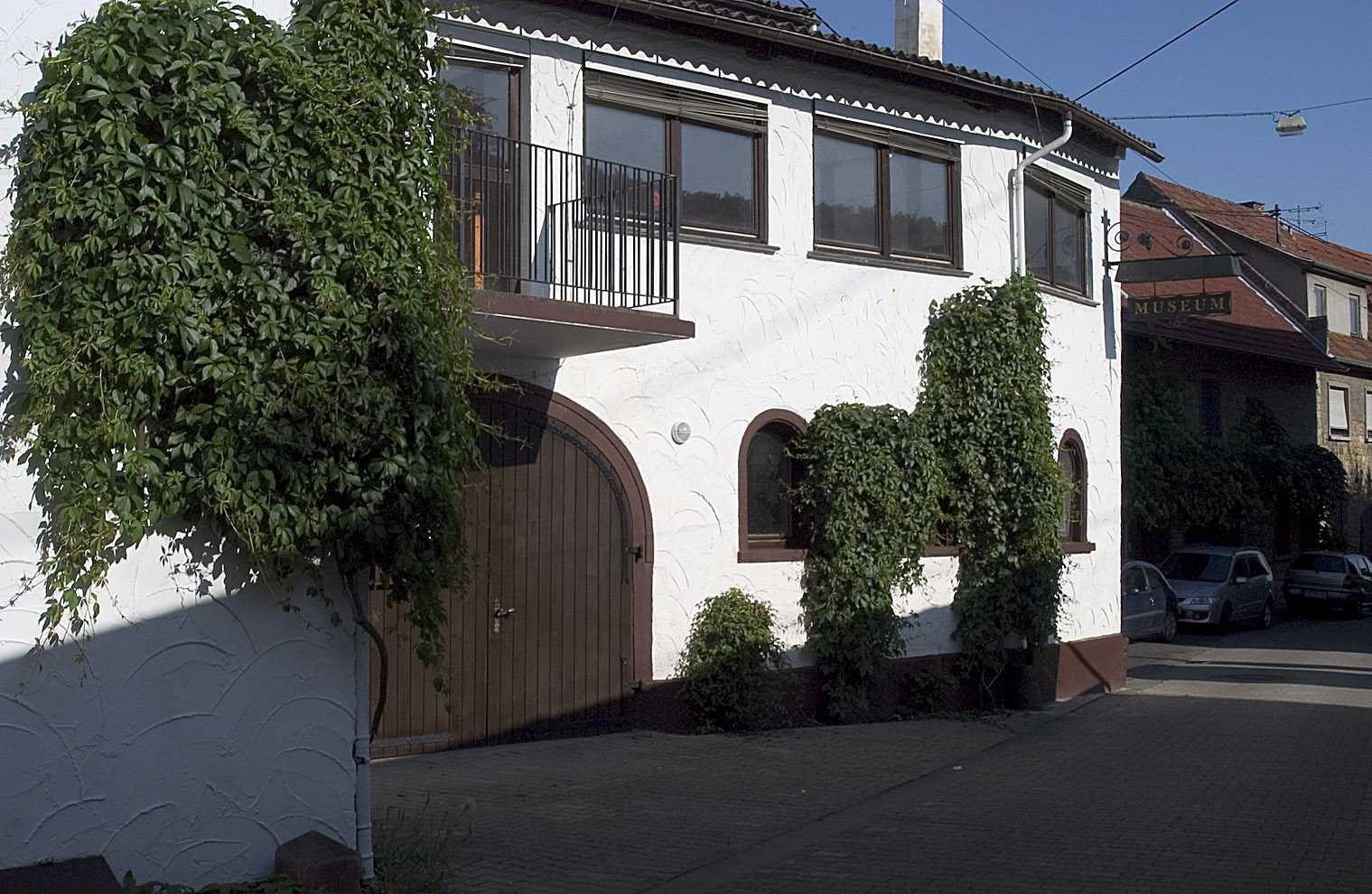
Museum im Kellerweg

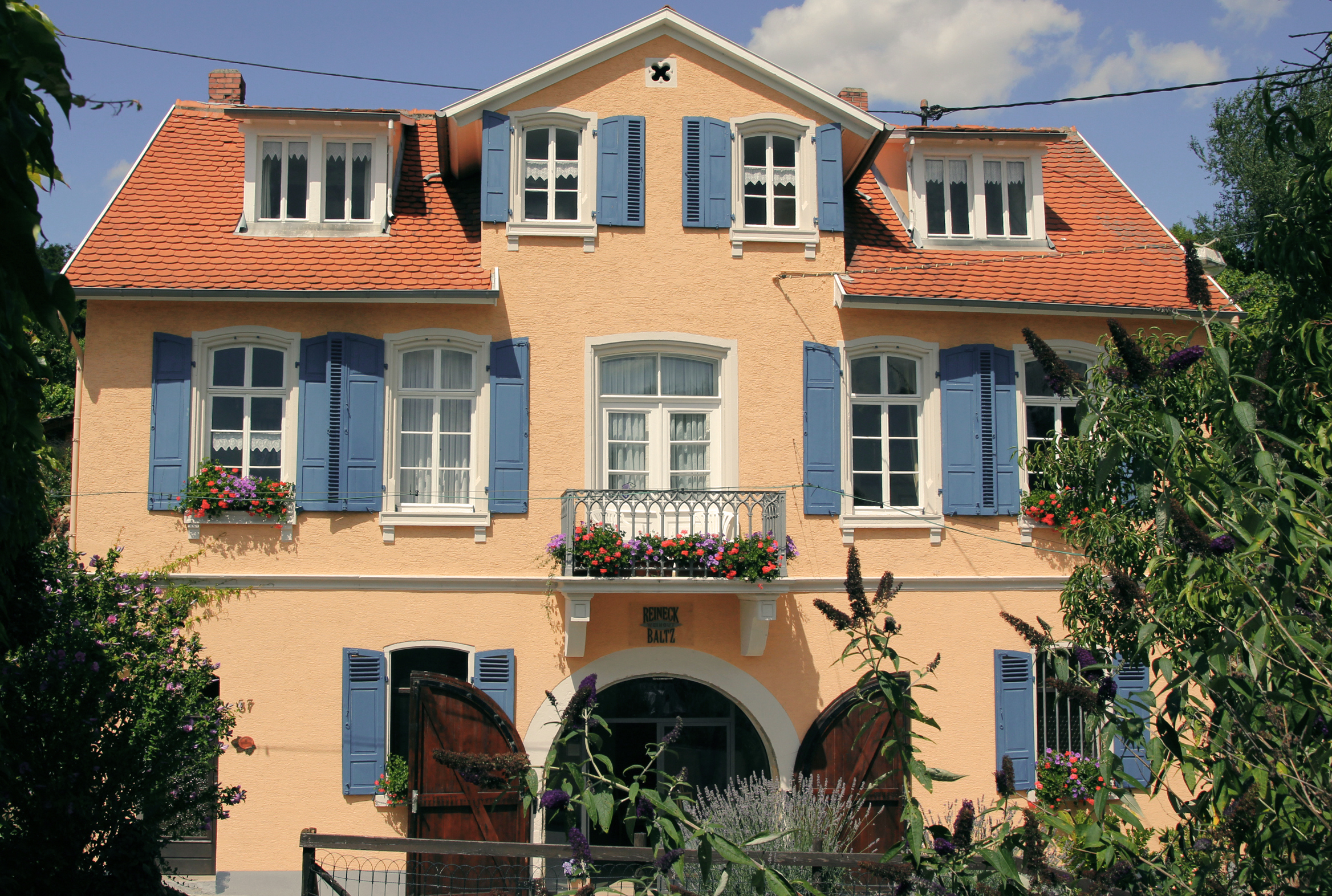
Kellerweg 57: Vinothek des Weinguts Reineck-Baltz

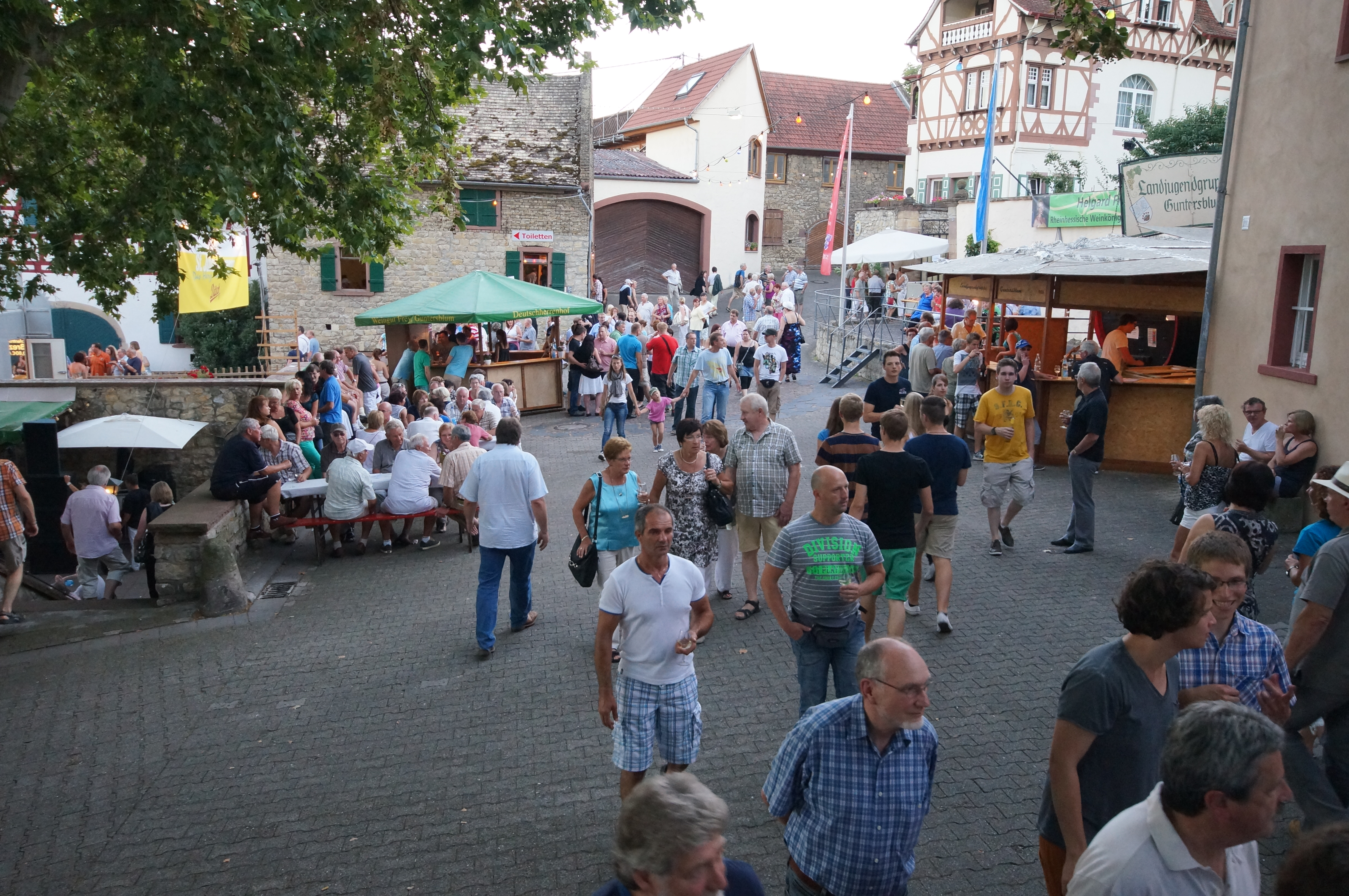
Der Guntersblumer Kellerweg während des Kellerwegfestes

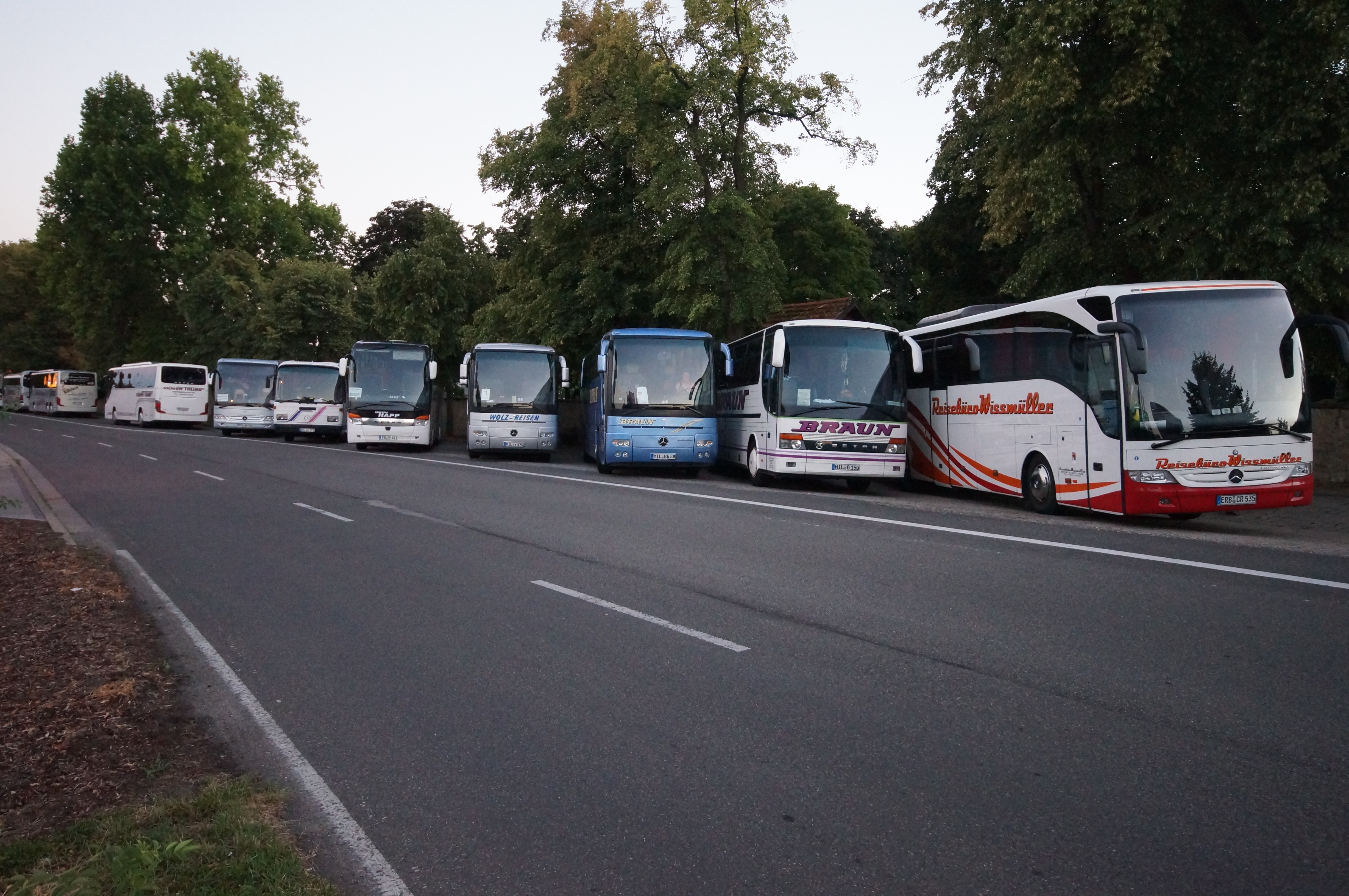
Busse aus Südhessen, Osthessen und Unterfranken beim Guntersblumer Friedhof, die anlässlich des Guntersblumer Kellerwegfestes anreisen

Der Guntersblumer Kellerweg ist eine rund einen Kilometer lange Straße im Westen der rheinhessischen Ortsgemeinde Guntersblum. In der Öffentlichkeit ist diese Straße vor allem aufgrund des jährlich hier stattfindenden Kellerwegfestes bekannt. Aufgrund seiner architektonischen und historischen Bedeutung ist der Guntersblumer Kellerweg als Denkmalzone ausgewiesen.

## Architektur
Der Guntersblumer Kellerweg zieht sich im Westen des Ortes über etwa einen Kilometer unterhalb den unmittelbar angrenzenden Weinbergen entlang. Der Guntersblumer Kellerweg besteht dabei aus zwei Hauptteilen. Der eine Teil verläuft im südlichen Teil von Guntersblum bis zum historischen Julianenbrunnen, der nördliche Teil verläuft vom Julianenbrunnen bis fast zum Ortsausgang von Guntersblum. Um den Julianenbrunnen herum befindet sich außerdem eine großzügig angelegte Tanz- und Veranstaltungsfläche, die vor allem während des Kellerwegfestes im August eines jeden Jahres benutzt wird. Zurzeit existieren im Kellerweg mehr als hundert Weinkeller.

## Geschichte
Als im 16. Jahrhundert die Guntersblumer Häuser im tiefer gelegenen östlichen Teil von Guntersblum mehr und mehr vom Grund- und Hochwasser des Rheines heimgesucht wurden, beschloss man, am etwas höher gelegenen westlichen Teil von Guntersblum die Weinkeller zu bauen. Heute existieren mehr als hundert solcher Weinkeller. Der erste Weinkeller wurde bereits 1600 gebaut.

## Heutige Nutzung
Wo früher ausschließlich Weinkeller zu finden waren, begann man langsam in den 1980er Jahren, auch ganz normale Wohnhäuser zu bauen. Dies geht vor allem auf Bauplatzmangel innerhalb des Ortes zurück. Weiter werden die Keller auch bezüglich ihrer anfänglichen Aufgabe als Weinkeller benutzt.

## Besonderheiten
- Die Häufung solcher Weinkeller in einem solchen Weg ist in Deutschland einmalig. Solche Bauten gibt es nur noch in Österreich, hier unter dem Namen Kellergasse, nämlich im nordöstlichen Niederösterreich (Weinviertel) und den angrenzenden Gebieten in Tschechien sowie im Burgenland und dem Grenzgebiet in Ungarn. Auch der Julianenbrunnen innerhalb des Kellerweges ist aufgrund seines Alters eine Besonderheit.
- Das Kelterhaus (Kellerweg 20) aus dem 19. Jahrhundert, alter Gebäudetrakt im klassischen Gründerzeitstil errichtet, mit imposanter, holzvertäfelter und bemalter Weinprobierstube aus der Zeit, zuletzt als Restaurant betrieben, seit 2000 im Gemeindebesitz, wird seit 2003 als Museum genutzt.
- Carl Küstner ließ im Jahre 1901 ein Sommeratelier im Guntersblumer Kellerweg 53 erbauen. Er verbrachte hier jeden Sommer, bevor er 1932 zum letzten Mal hier war, bevor er 1934 in München starb.
- Im Herzen des Guntersblumer Kellerweges befindet sich der uralte Julianenbrunnen. Die eingemeißelte Jahreszahl (1608) am Brunnen lässt sein Alter auf mindestens 400 Jahre schließen.

## Kellerwegfest
Seit 1964 wird im Kellerweg das so genannte Kellerwegfest gefeiert. Der Ursprung des Kellerwegfestes geht auf eine Initiative des alten Bürgermeisters Hugo Seibert, dem Gesangverein und der Landjugend Guntersblum zurück, die hierdurch den gesamten Ort attraktiver gestalten wollten. In den 60er Jahren hat die Landjugend Guntersblum den 'Tanzplatz' am Julianenbrunnen renoviert und neu gestaltet. Zur Einweihung fand im Juli 1964 ein kleines Fest statt, an dem auch der Gesangverein beteiligt war. Das Fest war ein voller Erfolg und wurde im nächsten Jahr wiederholt. Als dann ein Gewitter aufzog, haben einige Winzer im Umkreis des Brunnens einfach die Tore der Kelterhäuser geöffnet. So konnte weiter gefeiert werden und das Kellerweg-Fest war geboren! 
Das Kellerwegfest wird jedes Jahr an den letzten beiden August-Wochenenden gefeiert. Es ist mittlerweile das größte Weinfest in Rheinhessen (dem größten Weinbaugebiet Deutschlands), zu welchem nicht nur zahlreiche Besucher aus dem Umland kommen, sondern auch aus weiter entfernten Städten (zum Beispiel: Busse aus Frankfurt am Main, Heidelberg). Gefeiert wird beim Kellerwegfest außer in dem Kellerweg noch vor allem auf einem großen Platz rund um den Julianenbrunnen, der in den letzten Jahren zu einer großen und weiträumigen Tanz- und Veranstaltungsfläche, die mittlerweile bis zur örtlichen Julianenstraße reicht, ausgebaut wurde. Auf einer etwas erhöhten Fläche spielt dabei alljährlich ein Orchester. Der Ausschank der Weine erfolgt ausschließlich in das jährlich neu gestaltete Weinfestglas, das käuflich erworben werden muss und der Finanzierung des Festes dient.
Als Gründungsmitglied hat die Landjugend Guntersblum einen ganz besonderes Stellenwert auf dem Kellerweg! Hat die Gruppe früher noch Bauerntänze zum Besten gegeben, so ist sie heute Gastgeber der Disko auf dem Landjugendplatz - einem Treffpunkt der jüngeren Generation mit ganz besonderem Flair.
In seinen Anfängen wurde das Kellerweg-Fest vom damaligen Bürgermeister und seiner Sekretärin organisiert. Seit 1973 übernimmt diese Aufgabe der Verkehrsverein Guntersblum. Der Kellerweg-Fest-Ausschuss, dem auch immer der/die Bürgermeister/in angehört, ist seit 1997 für die Planung des Festes zuständig.